# Faden Away
«Faden Away» — сингл калифорнийского фанкового дуэта 7 Days of Funk, выпущенного в качестве сингла с их одноименного дебютного студийного альбома 7 Days of Funk, который вышел 15 октября 2013 года, через лейбл Stones Throw Records. Продюсером сингла стал Dâm-Funk.

## О сингле
Snoop узнал, что у Dâm-Funk был инструментал под названием «Fadin», записанный для мини-альбома I Don’t Wanna Be a Star!, выпущенный в 2012 году. Вскоре Snoop изменил инструментал и записал вокал, сделав трек «Faden Away».
Сингл «Faden Away» вышел на iTunes Store 15 октября 2013 года. Лейбл Stones Throw также выпустил сингл «Faden Away», включая песню «Hit Da Pavement», в формате кассета 10 декабря 2013 года, с вокальной и инструментальной версиями песни. «Faden Away» был написан Calvin Broadus и Damon Riddick. Песня была смикшированна Shon Lawon и Cole M.G.N. В ней также записан бэк-вокал Shon Lawon и Val Young.
21 октября 2013 года дуэт 7 Days of Funk выступили на Jimmy Kimmel Live!, с песнями «Faden Away» и «Do My Thang». 9 декабря 2013 года дуэт выступил с «Faden Away» на телевизионном шоу Conan.
5 ноября 2013 года клип на песню «Faden Away» вышел на канале Stones Throw в Youtube Клип был отснят Henry DeMaio. В клипе снялись Snoopzilla и Dâm-Funk, в Лос-Анджелесе..
10 декабря 2013 года музыкальное видео на «Hit Da Pavement» был отснято и выпущено на VEVO, которое также является продолжением клипа на трек «Faden Away».

## Список композиций
Цифровая дистрибуция
| №  | Название     | Автор(ы)                      | Продюсер(ы) | Длительность |
| -- | ------------ | ----------------------------- | ----------- | ------------ |
| 1. | «Faden Away» | Calvin Broadus, Damon Riddick | Dâm-Funk    | 5:40         |

Stones Throw Store (Цифровая дистрибуция)
| №  | Название                    | Автор(ы)               | Продюсер(ы) | Длительность |
| -- | --------------------------- | ---------------------- | ----------- | ------------ |
| 1. | «Faden Away»                | C. Broadus, D. Riddick | Dâm-Funk    | 5:40         |
| 2. | «Faden Away» (Instrumental) |                        | Dâm-Funk    | 5:40         |

45 Box Set
| №  | Название     | Автор(ы)               | Продюсер(ы) | Длительность |
| -- | ------------ | ---------------------- | ----------- | ------------ |
| 1. | «Faden Away» | C. Broadus, D. Riddick | Dâm-Funk    | 5:40         |

| №  | Название                    | Продюсер(ы) | Длительность |
| -- | --------------------------- | ----------- | ------------ |
| 1. | «Faden Away» (Instrumental) | Dâm-Funk    | 5:40         |

Кассета
| №  | Название                         | Автор(ы)               | Продюсер(ы) | Длительность |
| -- | -------------------------------- | ---------------------- | ----------- | ------------ |
| 1. | «Hit Da Pavement» (Vocal)        | C. Broadus, D. Riddick | Dâm-Funk    | 4:16         |
| 2. | «Hit Da Pavement» (Instrumental) |                        | Dâm-Funk    | 4:16         |

| №  | Название                    | Автор(ы)               | Продюсер(ы) | Длительность |
| -- | --------------------------- | ---------------------- | ----------- | ------------ |
| 1. | «Faden Away» (Vocal)        | C. Broadus, D. Riddick | Dâm-Funk    | 5:40         |
| 2. | «Faden Away» (Instrumental) |                        | Dâm-Funk    | 5:40         |

## Персонал
Запись
- Запись и миксширование происходило в The Compound, Лос-Анджелес, Калифорния.
- Мастеринг был сделан в Bernie Grundman Mastering, Голливуд, Лос-Анджелес.

Персонал
- Calvin Broadus — композитор, вокал
- Cole M.G.N. — микширование
- Brian «Big Bass» Gardner — мастеринг
- Shon Lawon — бэк-вокал, инженер, микширование
- Damon Riddick — инструментарий, производство
- Frank Vasquez — дополнительный инженер
- Val Young — бэк-вокал

## История релиза
| Дата                  | Формат               | Лейбл                |
| --------------------- | -------------------- | -------------------- |
| 15 октября, 2013 года | Цифровая дистрибуция | Stones Throw Records |
| 10 декабря, 2013 года | Кассета              | Stones Throw Records |